# Związek Zawodowy Górników w Polsce
Związek Zawodowy Górników w Polsce (ZZGwP) – związek zawodowy pracowników przemysłu górniczego i ciepłowniczego w Polsce. ZZG walczy o prawo do ochrony przed ubóstwem i marginalizacją społeczną oraz prawa do sprawiedliwego wynagrodzenia, wystarczającego do zapewnienia godziwego poziomu życia. Związkowcy opowiadają się za prawem do poszanowania godności w pracy oraz równego traktowania w sprawach zatrudnienia i wykonywania zawodu. Związek tworzą grupy górników poszczególnych zakładów tzw. "środowiska" :
- Środowisko Polskiej Grupy Górniczej S.A.
- Środowisko Jastrzębskiej Spółki Węglowej S.A.
- Środowisko Kopalń Samodzielnych
- Środowisko PRG, PBSz, PBK
- Środowisko Zaplecza Górniczego i Energetyki Przemysłowej
- Środowisko Surowców Skalnych i Piasku
- Środowisko Surowców Chemicznych i Siarki
- Środowisko Emerytów i Rencistów

Przewodniczącym ZZG w Polsce jest Dariusz Potyrała.

## Odznaczenia
- Odznaka Honorowa za Zasługi dla Ochrony Pracy – 2008[1].